# BeingManagement
BeingManagement（ビーイングマネジメント）とは、株式会社ビーイングが開発・販売しているCCPM（クリティカルチェーン）手法に基づいたプロジェクトマネジメントソフト。日本国内開発のプロジェクトマネジメントソフトであり、日本国内のプロジェクトマネジメントソフトのシェアは、Microsoft Projectに次ぐ2位である（国産のプロジェクトマネジメントソフトに限れば1位）。

## 機能
- バッファマネジメント機能で、不確実な事象、遅れなどの変化の発生を前提とした管理が可能
- 付箋紙の感覚で使えるネットワーク図とガントチャートのデータ連動
- タスクの階層化表示
- Microsoft Excel、Microsoft Projectとのデータ連携

## 歴史
- 2006年11月 - BeingManagement-CCPM発売
- 2009年10月 - BeingManagement2発売
- 2011年06月  - BeingManagement3発売